# Jeziora Wielkie (gmina)
Jeziora Wielkie – gmina wiejska w województwie kujawsko-pomorskim, w powiecie mogileńskim. W latach 1975–1998 gmina położona była w województwie bydgoskim.
Siedziba gminy to Jeziora Wielkie.
Według danych z 30 czerwca 2004 gminę zamieszkiwały 5033 osoby.

## Struktura powierzchni
Według danych z roku 2005 gmina Jeziora Wielkie ma obszar 123,96 km², w tym:
- użytki rolne: 64%
- użytki leśne: 21%

Gmina stanowi 18,34% powierzchni powiatu.

## Demografia

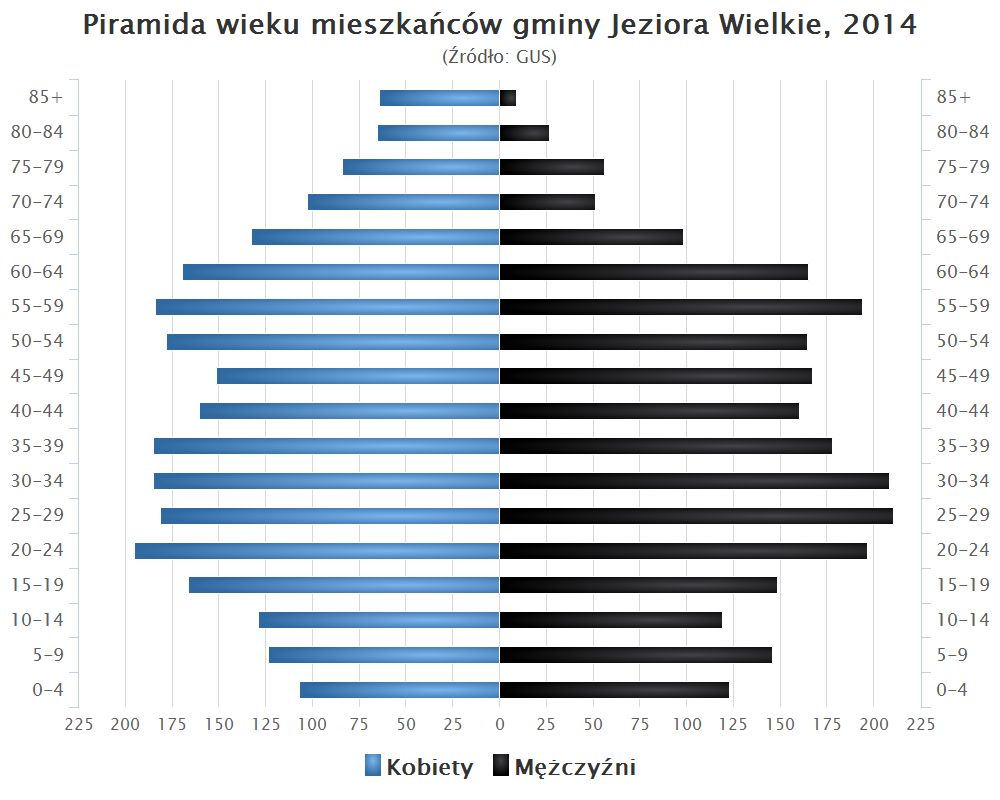
Piramida wieku mieszkańców gminy Jeziora Wielkie w 2014 roku

Dane z 30 czerwca 2004:
| Opis                              | Ogółem | Ogółem | Kobiety | Kobiety | Mężczyźni | Mężczyźni |
| --------------------------------- | ------ | ------ | ------- | ------- | --------- | --------- |
| jednostka                         | osób   | %      | osób    | %       | osób      | %         |
| populacja                         | 5033   | 100    | 2583    | 51,3    | 2450      | 48,7      |
| gęstość zaludnienia (mieszk./km²) | 40,6   | 40,6   | 20,8    | 20,8    | 19,8      | 19,8      |

## Zabytki
Wykaz zarejestrowanych zabytków nieruchomych na terenie gminy:
- drewniany kościół parafii pod wezwaniem św. Anny z 1760 roku w Kościeszkach, nr A/862 z 8.03.1933, 427 z 17.06.1959 roku
- drewniany spichrz w zespole dworskim z 1709 roku w Rzeszynku, nr A/23 z 8.05.2000 roku
- drewniany kościół parafii pod wezwaniem św. Michała Archanioła z 1786 roku w Siedlimowie, nr A/793 z 09.09.1991 roku.

## Sołectwa
Berlinek, Budy, Dobsko, Gaj, Golejewo, Jeziora Wielkie, Kościeszki, Kożuszkowo, Krzywe Kolano, Lenartowo, Lubstówek, Nowa Wieś, Nożyczyn, Proszyska, Radunek, Rzeszyn, Rzeszynek, Siedlimowo, Siemionki, Wola Kożuszkowa, Wójcin,

## Pozostałe miejscowości
Babki, Gopło, Jeziora Małe, Kozie Doły, Kuśnierz, Pomiany, Potrzymiech Rzeszynkowski, Przyjezierze, Sierakowo, Włostowo, Wycinki, Wysoki Most, Żółwiny.

## Sąsiednie gminy
Orchowo, Kruszwica, Skulsk, Strzelno, Wilczyn